# テラモ大学
テラモ大学（イタリア語: Università degli Studi di Teramo ）は、イタリアのテラモにある公立の大学である。1993年に正式に設立した。

## 概要

### キャンパス
2025年現在、5つの学部で23の学位プログラムと20以上の修士プログラムを提供している。
獣医学プログラムの最後の3年間は、10万平方メートルの専用キャンパスである大学獣医学部病院で教えられる。病院の建設には6年の年月と950万ユーロの費用がかかり、大学自身の費用で賄われた。また、2010年に学部は、欧州連合の最高の基準を満たす獣医トレーニング施設の欧州獣医学教育機関協会の会員に加わった。

### 研究活動
2025年3月現在、テラモ大学の教職員による研究活動の結果、5,600本以上の科学論文が出版されており、132,800回以上引用されている。 主な研究成果は、クローン技術、 昆虫食、 ムッソリーニ時代の女性に対する強制収容による影響などの分野で、国際的なメディアの注目を集めている。

## 学部
5つの学部がある。
- 農学
- コミュニケーション学
- 法学
- 政治学
- 獣医学

## See also
- イタリアの大学一覧
- テラモ